# Třída Andrej Pervozvannyj
Třída Andrej Pervozvannyj byla třída bitevních lodí Ruského carského námořnictva. Celkem byly v letech 1905–1911 postaveny dvě jednotky této třídy. Byly to první ruské lodě, v jejichž konstrukci se odrazily zkušenosti z drtivé prohry v Rusko-japonské válce. Obě se účastnily první světové války. Ve 20. letech byly sešrotovány.

## Pozadí vzniku

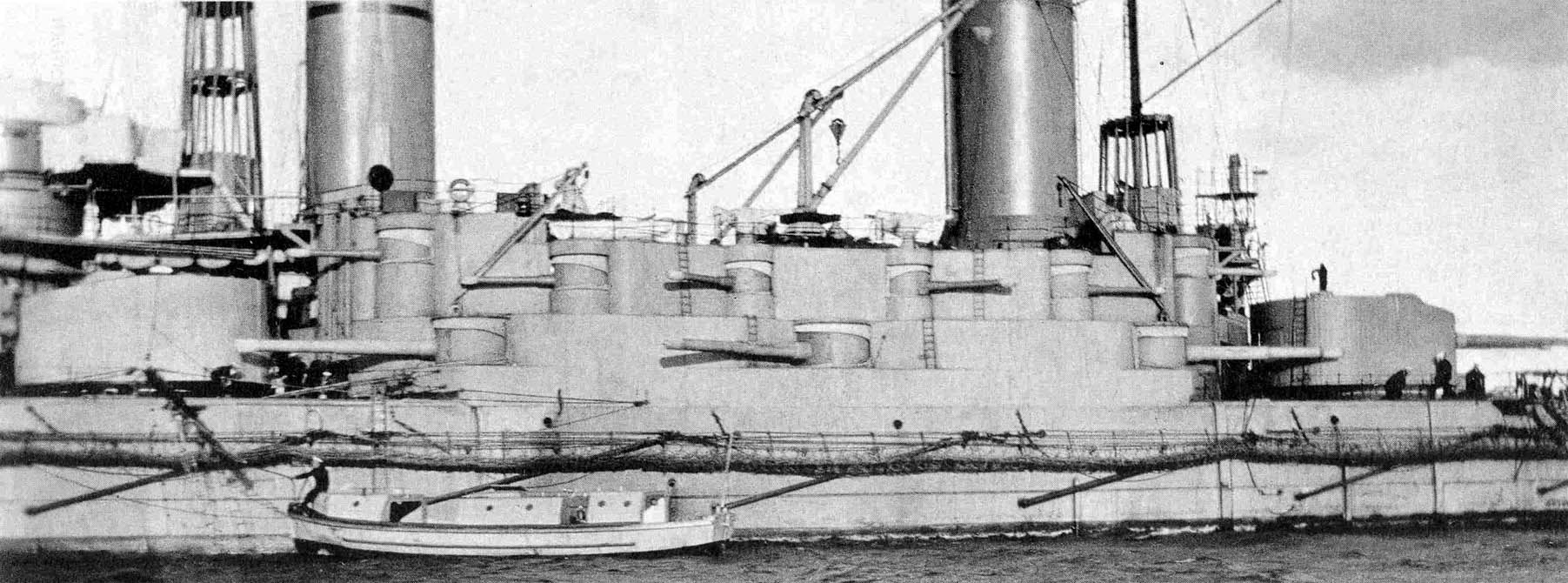
Pancéřová citadela s 203mm kanóny a 120mm kanóny

Jednotky třídy Andrej Pervozvannyj:
| Jméno               | Založení kýlu | Spuštěna | Vstup do služby | Poznámka    |
| ------------------- | ------------- | -------- | --------------- | ----------- |
| Andrej Pervozvannyj | 1905          | 1906     | 28. února 1911  | sešrotována |
| Imperator Pavel I   | 1905          | 1907     | 30. září 1911   | sešrotována |

## Konstrukce

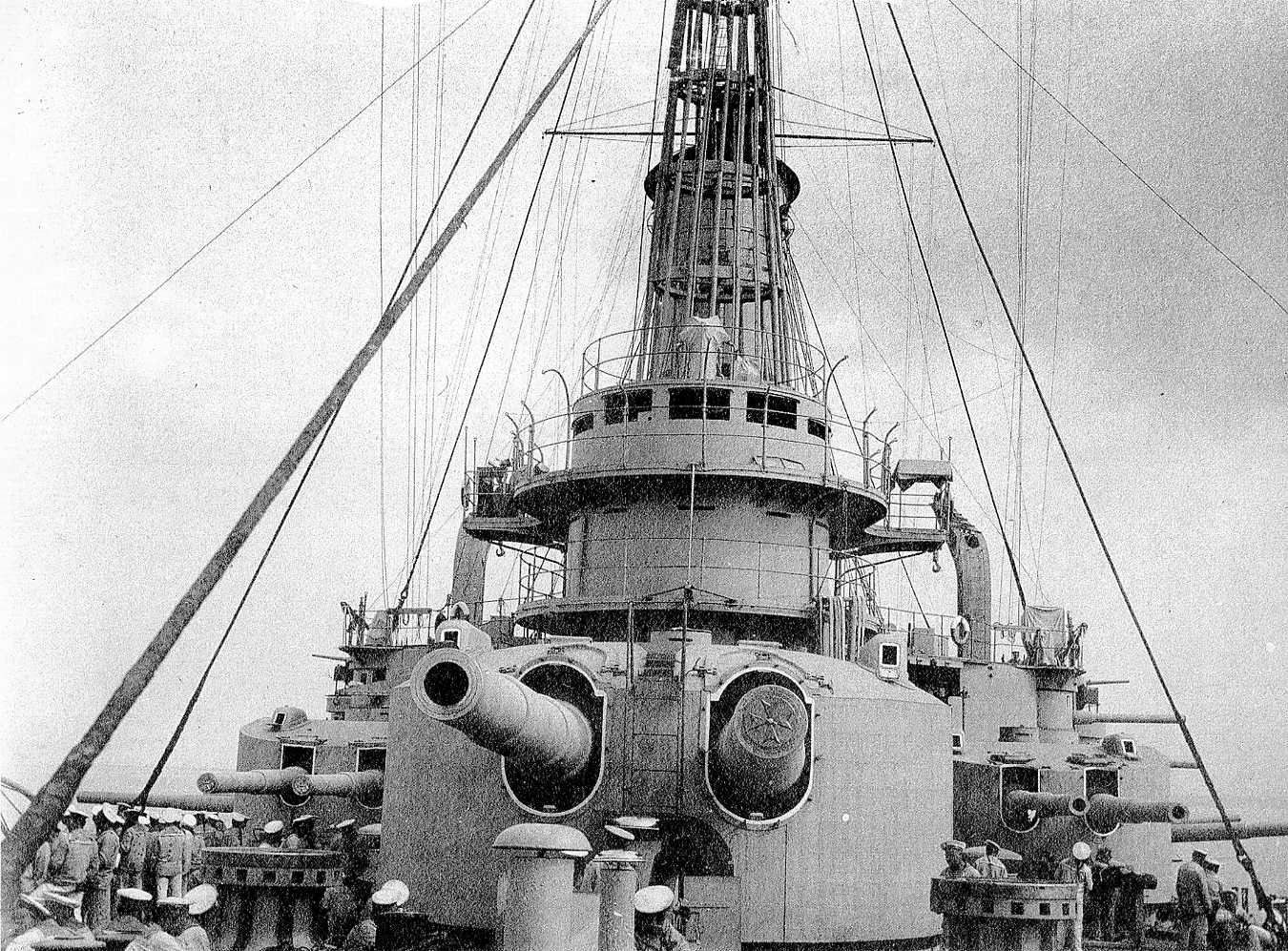
Přední dělová věž bitevní lodě Imperator Pavel I

Hlavní výzbroj tvořily čtyři 305mm kanóny ve dvoudělových věžích, které doplňovalo čtrnáct rychlopalných 203mm kanónů, z nichž část byla umístěna ve věžích a část v centrální pancéřové kasematě. Další výzbroj tvořilo dvanáct 120mm kanónů, čtyři 47mm kanóny a dva torpédomety. Nejvyšší rychlost dosahovala 18 uzlů.

## Operační služba

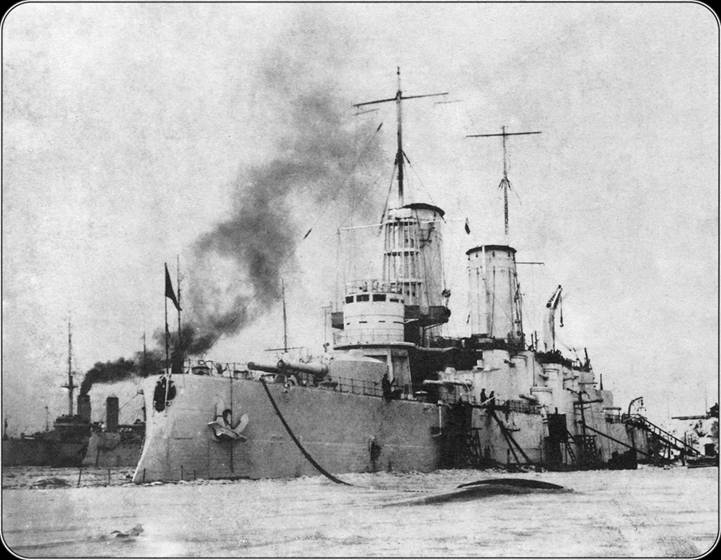
Imperator Pavel I za první světové války

Obě lodě byly zařazeny do stavu Baltské floty. Na počátku první světové vály byly Andrej Pervozvannyj a Imperator Pavel I, společně s řadovými loděmi Cesarevič a Slava, součástí brigády řadových lodí. Po zařazení moderních plavidel třídy Gangut se z nich stala 2. brigáda řadových lodí. Během války však obě lodě zůstaly pasivní a nebyly nasazovány do riskantnějších akcí. V roce 1917 na obou vypukly vzpoury. Při vzpouře na palubě lodě Andrej Pervozvannyj dokonce byli zabiti velitel a všichni důstojníci na můstku.
Po ruské revoluci a podepsání Brestlitevského míru byly ruské válečné lodě evakuovány z Helsinek do Petrohradu. Andrej Pervozvannyj a Imperator Pavel I (přejmenovaný na Respublika) odpluly 5. dubna 1917 v čele skupiny tvořené dále křižníky Bajan, Oleg, ponorkami Tur, Tigr a Rys. Plavbě asistovaly dva malé ledoborce.
Po říjnové revoluci a vypuknutí občanské války byla bitevní loď Andrej Pervozvannyj jednou z mála bojeschopných velkých válečných lodí baltské floty. Loď byla intenzivně bojově nasazena. Dne 18. srpna 1919 ji v Kronštadtu těžce poškodil britský torpédový člun CBM 88. Do služby už se nevrátila. Respublika byla vyřazena v roce 1923.